# Michigan Central Railroad
Le Michigan Central Railroad (sigle de l'AAR : MC) était un chemin de fer américain de classe I qui fut créé en 1846 pour établir une relation entre Détroit et Saint-Joseph. En 1867 il fut exploité au sein du New York Central Railroad, et desservait le Michigan, l'Indiana, et l'Illinois, ainsi que la province canadienne de l'Ontario. Il fit partie du Penn Central en 1968, puis de Conrail en 1976. À la suite de la partition de Conrail en 1998, la majeure partie du réseau de l'ex-Michigan Central fut reprise par le Norfolk Southern Railway.

## Les origines
La ligne entre Détroit et Saint-Joseph avait été planifiée en 1830 pour permettre un service marchandise jusqu'à Chicago, d'abord par train jusqu'à Saint-Joseph (à côté de Benton Harbor) puis par bateau jusqu'à Chicago. La construction de la ligne ne débuta que le 18 mai 1836 à partir de Détroit.
Le "Detroit and St. Joseph Railroad" rencontra rapidement des problèmes pour trouver des terres à bas prix, et l'abandon du projet était en discussion. La ville de Détroit investit 50 000 $ dans la compagnie. Puis l'État du Michigan renfloua le chemin de fer en le rachetant et en investissant 5 millions de dollars. La compagnie fut rebaptisée Central Railroad of Michigan.
En 1840, la compagnie n'avait plus d'argent, et sa ligne n'était qu'à Dexter, au nord-ouest d'Ann Arbor.
En 1846 l'État du Michigan vendit la compagnie pour 2 millions de dollars au nouveau Michigan Central Railroad. À cette époque, la ligne avait parcouru 230 km et se trouvait à Kalamazoo.

## Le  Michigan Central Railroad

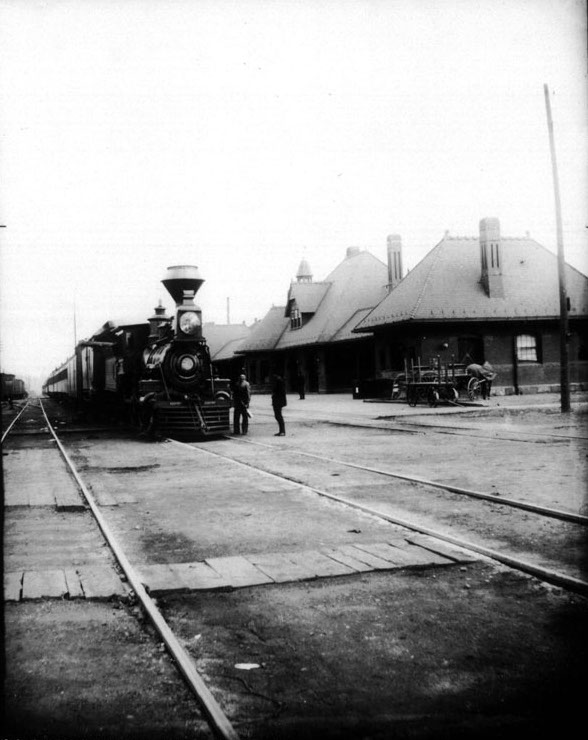
Train arrivant à Kalamazoo, Michigan, 1887.

La nouvelle compagnie s'était engagée à terminer la ligne avec des rails plus lourds (60 livres par yard), et à remplacer ceux utilisés entre Détroit et Kalamazoo beaucoup plus légers. La compagnie qui avait décidé de prolonger la ligne jusqu'à Chicago, posa 120 km de voie pour relier New Buffalo au lieu de Saint-Joseph.
Cela impliquait de traverser deux autres États et donc d'acquérir de nouvelles autorisations auprès de ces assemblées législatives. Pour faciliter le processus, le Michigan Central racheta le Joliet and Northern Indiana Railroad en 1851. Il atteignit ensuite Michigan City en 1850, et compléta sa ligne jusqu'à Chicago en 1852. Le réseau avait une longueur totale de 434 km.
En 1910, il passa sous le contrôle du New York Central and Hudson River Railroad qui possédait 86 % de ses actions. Le New York Central Railroad le loua à partir du 1er février 1930, mais il conserva son indépendance jusqu'à sa fusion dans les années 1950.

## Arbre des sociétés
Évolution des entreprises
- Michigan Central Railroad 

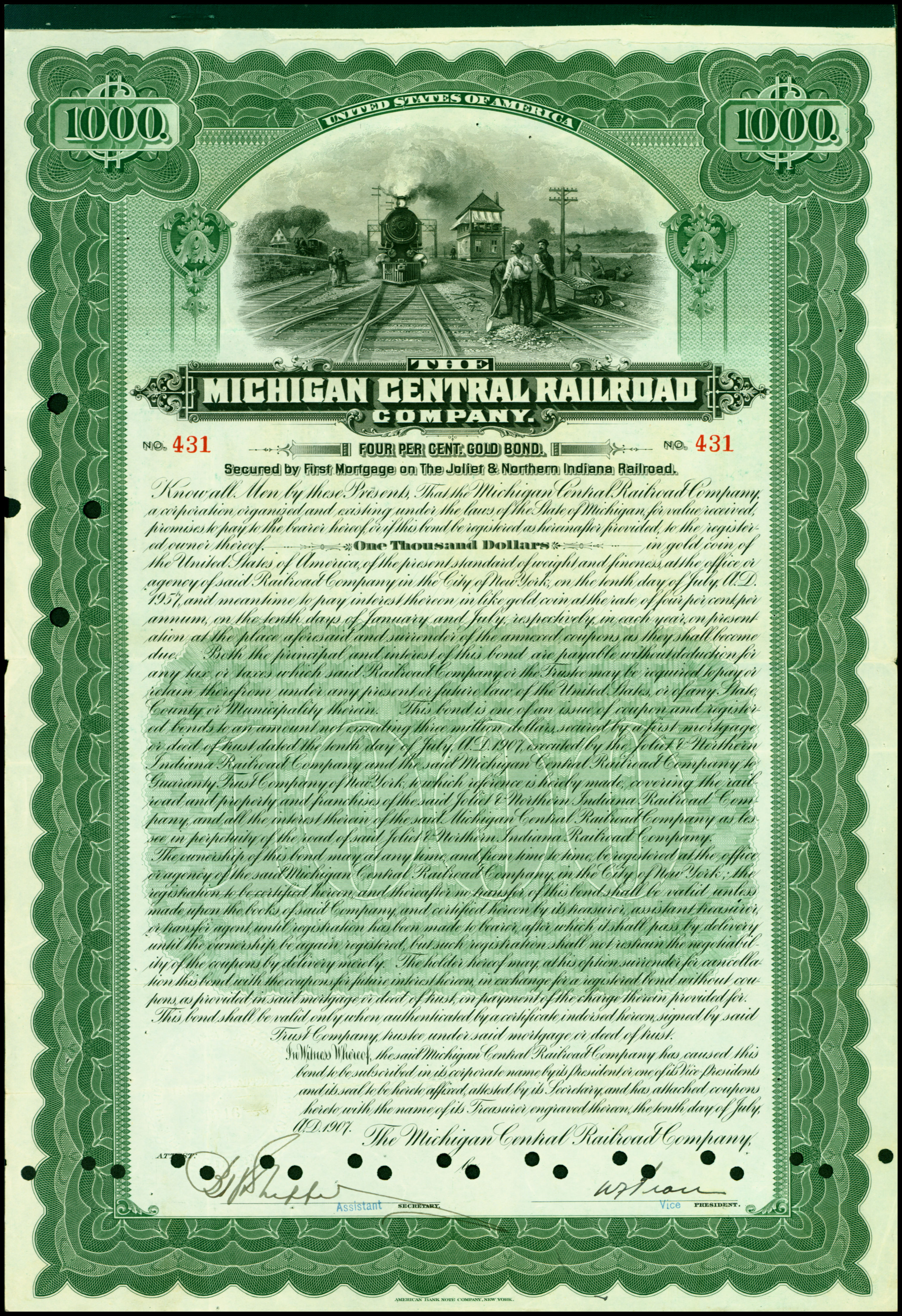
Obligation de la Michigan Central Railroad Company en date du 10 juillet 1907

  - Battle Creek and Bay City Railroad 1889
  - Buchanan and St. Joseph River Railroad 1897
  - Central Railroad of Michigan 1846 
    - Detroit and St. Joseph Railroad 1837

  - Detroit and Bay City Railroad 1881
  - Detroit and Charlevoix Railroad 1916 
    - Frederick and Charlevoix Railroad 1901

  - Detroit River Tunnel Company Railroad 1918
  - Jackson, Lansing and Saginaw Railroad 1871 
    - Amboy, Lansing and Traverse Bay Railroad 1866
    - Grand River Valley Railroad 1870

  - Joliet and Northern Indiana Railroad 1851
  - Kalamazoo and South Haven Railroad 1870
  - Michigan Air Line Railway 1870
  - Michigan Midland and Canada Railroad 1878
  - Saginaw Bay and Northwestern Railroad 1884 
    - Pinconning Railroad 1879 
      - Glencoe, Pinconning and Lake Shore Railroad 1878

  - St. Louis, Sturgis and Battle Creek Railroad 1889

## Le service voyageur
Le Michigan Central Railroad exploitait des trains de voyageurs principalement entre Chicago et Détroit; le service incluait des trains locaux et le Wolverine. Certains trains transitaient sur le Canada Southern Railroad pour atteindre Buffalo et New York. Tant que le MC fut une filiale indépendante du NYC, ses trains de voyageurs quittaient Chicago au départ de la gare de Central Station de l'Illinois Central Railroad. Lorsque le MC fut officiellement intégré au NYC dans les années 1950, ses trains furent transférés à la gare de LaSalle Street Station du NYC, où la compagnie avait d'autres trains comme le 20th Century Limited. L'Illinois Central poursuivit en justice le MC et gagna son procès au motif que le MC avait rompu prématurément son bail de la Central Station.
De nos jours, pour relier Chicago à Détroit, les trains de l'Amtrak utilisent la ligne du NYC jusqu'à Porter (Indiana), puis celle du MC.
Le matériel utilisé par le MC était pratiquement identique à celui du NYC. Il y avait essentiellement des locomotives EMD E-series et des voitures Pullman Standard légères. Comme EMD était le fournisseur privilégié du MC, il y avait peu de locomotives Alco ou General Electric.

## Le service marchandise

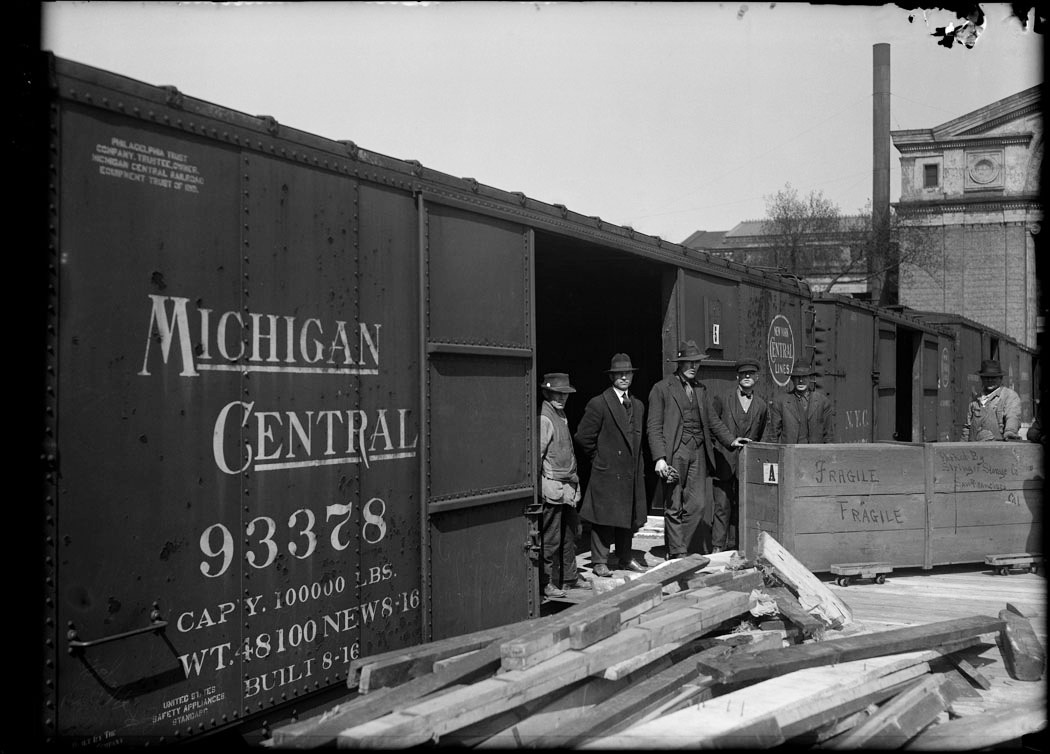
Chargement d'un wagon du Michigan Central.

Avant l'avènement de l'automobile, le Michigan Central était principalement un transporteur de ressources naturelles. Le Michigan disposait d'importantes réserves de bois à cette époque, et le réseau du MC facilitait cette exploitation.
Avec l'arrivée de l'industrie automobile et de son épicentre situé à Détroit, le MC devint un transporteur de voitures et de pièces détachées.

## Le service ferry boat
Le MC était l'un des rares chemin de fer du Michigan à avoir un accès direct à Chicago. C'est pourquoi il n'avait pas besoin d'exploiter des ferries sur le Lac Michigan, à la différence du Pere Marquette Railway, du Pennsylvania Railroad, du Grand Trunk Western Railroad, et de l'Ann Arbor Railroad.
Le MC avait des participations dans la Mackinac Transportation Company qui exploita le SS Chief Wawatam de 1911 à 1984. Ce train-ferry brise-glace fut le dernier bateau à vapeur du monde occidental à posséder une chaudière alimentée manuellement en charbon.

## Le service vers le Canada

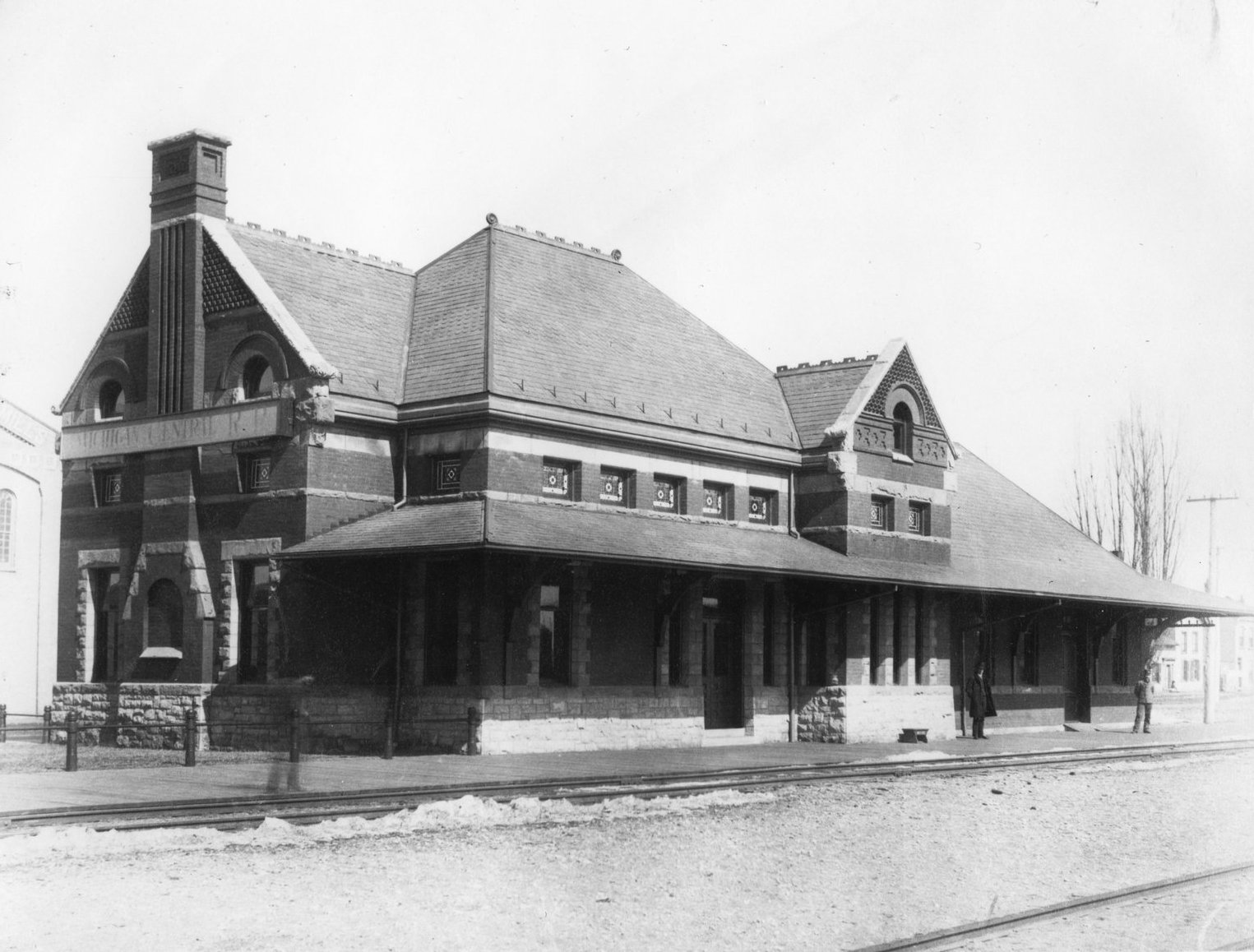
Gare du Michigan Central à London, Ontario, vers 1890

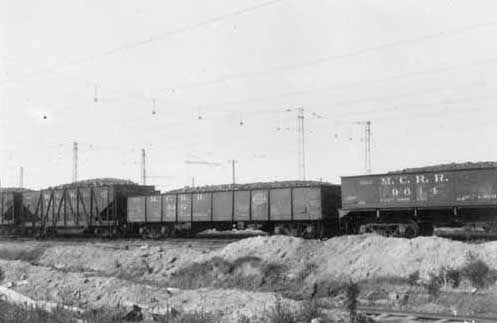
Wagons "gondolas" du MCRR au Port Stanley, Ontario, Canada. 1915

Le Michigan Central, puis sa maison mère le New York Central Railroad, possédaient au sud de l'Ontario le Canada Southern Railroad qui reliait Windsor à Niagara Falls. Le Canada Southern exploitait un service de ferry sur la rivière du Détroit, un tunnel sous la rivière du Détroit, et un pont à Niagara Falls. Le tunnel était initialement électrifié en 600 V continu comme le New York Central Railroad. Mais avec l'arrivée du moteur diesel, la ligne électrique fut déposée. Le contrôle du Canada Southern passa du MC au NYC, puis au Penn Central, et à Conrail. Au cours de la première décennie de Conrail, les tunnels sous la rivière du Détroit et le Canada Southern furent vendus au Canadien Pacifique. Ces tunnels avaient été élargis pour éviter aux marchandises volumineuses de prendre le bateau. Il n'y a d'ailleurs plus de ferry.

## Les concurrents
Les principaux concurrents du Michigan Central étaient :
- le Grand Trunk Western Railroad : contrôlé par le Canadien National qui l'a fusionné pour l'exploiter sous le marquage CN.
- le Pere Marquette Railway : contrôlé par le Chesapeake and Ohio Railway qui le fusionna en 1947. Il appartient à CSX Transportation.
- l'Ann Arbor Railroad : contrôlé par le Wabash Railroad, puis par le Detroit, Toledo and Ironton Railroad. Il appartient désormais à plusieurs compagnies.
- le Pennsylvania Railroad : qui fusionna avec le MC/NYC pour donner le Penn Central, avant de rejoindre Conrail. Il appartient désormais à plusieurs compagnies.

## La ligne de nos jours

### Le service voyageur
L'Amtrak possède la ligne Porter – Kalamazoo. Il fait circuler le Wolverine entre Chicago, Détroit et Pontiac, et le Blue Water entre Chicago et Port Huron.

### Le service marchandise
Le Norfolk Southern Railway possède les lignes qui ne furent pas abandonnées par Conrail au début des années 1980, c'est-à-dire de Chicago à Porter.